# Blåhøj
|  | Blåhøj er også en bebyggelse i Varnæs Sogn, se Blåhøj (Aabenraa Kommune) |
Blåhøj er en by i Midtjylland med 362 indbyggere  (2024), beliggende 10 km nordøst for Sønder Omme, 20 km nordøst for Grindsted, 11 km sydvest for Brande og 35 km syd for Ikast. Byen hører til Ikast-Brande Kommune og ligger i Region Midtjylland.
Blåhøj hører til Blåhøj Sogn. Blåhøj Kirke ligger vest for højen Blåhøj i Blåhøj Kirkeby 1 km øst for Gammel Blåhøj, der ligger på landevejen mellem Brande og Sønder Omme. De to landsbyer ligger 3 km sydvest for stationsbyen Blåhøj.

## Faciliteter
- Blåhøj Skole har 75 elever, fordelt på 0.-6. klassetrin, og SFO for 0.-4. klasse. Skolen har 16 ansatte og ledelse fælles med Dalgasskolen i Brande.[2] Efter 6. klasse kan eleverne komme på Præstelundskolen i Brande.
- Blåhøj Hallen er en idrætshal i fuld størrelse og anvendes mest af de lokale sportsforeninger, især Blåhøj Idrætsforening. Den er stiftet i 1936 og tilbyder motion, badminton, fodbold, gymnastik og tennis.[3]
- Blåhøj Multihus ligger tæt ved skolen. Multihuset blev taget i brug 1. april 2005 efter 4 års ihærdig indsats, bl.a. med frivilligt arbejde og økonomisk støtte fra lokalbefolkningen. Det kan bruges som festsal med plads til 120 personer eller til konferencer, møder og kulturarrangementer.[4]
- Solstrålen er en integreret privat institution med plads til 10-12 vuggestuebørn og 15 børnehavebørn. Den har 4 ansatte.

## Historie

### Sogn og kommune
Blåhøj hørte oprindeligt til Sønder Omme Sogn. I 1877 blev Blåhøj Kirke og Filskov Kirke opført som filialkirker til Sønder Omme Kirke. Både Blåhøj og Filskov blev udskilt som kirkedistrikter indtil 1911, hvor de blev selvstændige sogne. I 1913 blev Blåhøj-Filskov Sognekommune udskilt fra Sønder Omme Sognekommune. I 1947 blev Blåhøj og Filskov to selvstændige sognekommuner indtil kommunalreformen i 1970, hvor Blåhøj indgik i Brande Kommune, som den hørte til indtil 2007.

### Landsbyen
I 1904 blev Blåhøj beskrevet således: "Blaahøj med Filialkirke, Skole, Præstegd. og Andelsmejeri." Mejeriet lå ved landevejen, og i landevejsbyen 1 km mod sydvest viser det lave målebordsblad kro, smedje og mølle.

### Stationsbyen
Blåhøj fik jernbanestation på Diagonalbanen (1917-1971). Stationen blev anlagt på åben mark, men der voksede en by op omkring den. Stationsbyen overtog navnet Blåhøj, og landevejsbyen skiftede navn fra Blåhøj til Gammel Blåhøj.
Blåhøj har gang- og cykelsti til Brande og Grindsted på Diagonalbanens tracé, som stien dog ikke følger gennem det gamle stationsterræn i Blåhøj. Stien hedder "Den skæve bane" efter et af Diagonalbanens kælenavne i folkemunde. Stationsbygningen i Blåhøj er revet ned.